# Yuriko Fuchizaki
Yuriko Fuchizaki (渕崎ゆり子 o 渕崎有里子 Fuchizaki Yuriko)es una seiyū nacida el 5 de diciembre de 1968 en Tokio. Es reconocida por haber interpretado a Megumi Morisato en Aa! Megami-sama, Hiro Sōma en Fruits Basket, Anthy Himemiya en Shōjo Kakumei Utena y Ri Kohran en Sakura Taisen, entre otros roles. Está afiliada a Sigma Seven.

## Biografía
Nació en la ciudad de Tokio el 5 de diciembre de 1968.
Su carrera es más larga que otros de colegas de la misma edad puesto que comenzó a trabajar a la edad de 10 años. Contratada por el Grupo Midori, doblaba películas al japonés. Su debut en series de anime fue en el año 1984, personificando a Kishin Shinokawa en Mahou no Yousei Persia.
En el año 2005 contrajo matrimonio. Es madre de dos varones gemelos.

## Roles interpretados

### Series de anime
- Aa! Megami-sama como Megumi Morisato
- Aa! Megami-sama: Everyone Has Wings como Megumi Morisato
- Ai to Yūki no Piggu Gāru Tonde Būrin como Tonrariano III
- Anime Sanjushi como Mimi
- Anmitsu Hime como Manjuu
- Aoi Blink como Rakururu
- Bakusō Kyōdai Let's & Go!! como Lets
- Bakusō Kyōdai Let's & Go!! Max como Arai Minami y Retsu Seiba
- Bakusō Kyōdai Let's & Go!! WGP como Retsu Seiba
- Bit the Cupid como Bit
- Bōken Yūki Pluster World como Tan-Q
- Bokura ga Ita como la madre de Motoharu Yano
- Cazafantasmas Mikami como Chiho
- City Hunter como Nagisa Matsumura
- City Hunter '91 como Mami Asaka
- City Hunter 3 como Hitomi Takano
- Detective Conan como Hatsuho Toba
- Digimon Xros Wars: The Boy Hunters Who Leapt Through Time como Bakomon
- Dororonpa! como Anko Daifukuji
- Doteraman como Onizou
- Edokko Boy: Gatten Taro como Ninomiya Kintaro
- Esper Mami como Noriko "Non-chan" Momoi
- Fruits Basket como Hiro Sōma
- Futari wa Pretty Cure Splash Star como Michiru Kiryuu y Muupu
- Kodai Ōja Kyōryū King como Anmo Tatsuno, Parapara y Roto
- Nurse Angel Ririka SOS como Dewey
- Papá Piernas Largas como Emily
- Shoujo Kakumei Utena como Anthy Himemiya

### OVAs
- 2001 Ya Monogatari como Chris
- Bastard!! como Luche/Rushe
- Goddamn como Coti/Josephine Polinyac
- Top wo nerae! Gunbuster como Kimiko Higuchi y Takami Akai

### ONAs
- Dango Gonta como Kazuma

### Películas
- Aa! Megami-sama como Megumi Morisato
- Akira como Kaori
- Eiga Ojarumaru Yakusoku no Natsu Ojaru to Semira como Kazuma Tamura
- Futari wa Pretty Cure Splash Star: Tick Tack Kiki Ippatsu! como Muupu
- Shin Chan: Aventuras en Henderland como la Princesa Memori Mimori y Toppea Mappet
- Shoujo Kakumi Utena Adolescense Mokushiroku como Anthy Himemiya

### Videojuegos
- Bakusou Kyoudai Let's & Go! Eternal Wings como Minami Arai y Retsu Seiba
- Berserk: Millennium Falcon Hen Seima Senki no Shō como Puck
- Kingdom Hearts como Wendy Darling
- Nana como Junko Saotome
- Puyo Puyo Fever 2 como Sig
- Puyo Puyo! 15th Anniversary como Sig
- Puyo Puyo 7 como Sig
- Puyo Puyo!! 20th Anniversary como Sig
- Puyo Puyo Tetris como Sig
- Sakura Taisen como Ri Kohran
- Sakura Taisen ~Atsuki Chishio ni~ como Ri Kohran
- Sakura Taisen 2 ~Kimi, Shinitamou koto Nakare~ como Ri Kohran
- Sakura Taisen 3 ~Pari wa Moeteiru ka?~ como Ri Kohran
- Sakura Taisen 4 ~Koi Seyo, Otome~ como Ri Kohran
- Shōjo Kakumei Utena ~Itsuka Kakumei Sareru Monogatari~ como Anthy Himemiya
- Super Adventure Rockman como Cutman y Iceman

### Drama CD
- Aa! Megami-sama Tokuten Ou como Megumi Morisato
- Bastard!! como Lushi Renren
- Sakura Taisen como Ri Kohran

### Musicales
Personificó a Ri Kohran para los musicales de Sakura Taisen:
- Ai Yueni
- Arabia no Bara
- Beni Tokage
- Harukoi Shisumireyume Nowakare
- Kaijin Bessou
- Shichi Fukujin
- Shin Ai Yueni
- Shin Aoi Tori
- Shin Saiyuki
- Shin Takarajima
- Shin-pen Hakkenden
- Shin-pen Hakkenden
- Shinshun Kayou Show 2001
- Tonderu! Hanagumi!
- Tsubasa
- Utae! Hanagumi!
- Warae! Hanagumi!

## Música

### Shōjo Kakumei Utena
- Participó en el quinto OST: "Shōjo Kakumei Utena: Engage Toi A Mes Contes".

### Bakusō Kyōdai Let's & Go!! WGP
- Interpretó el tercer ending We are the VICTORYS como parte del grupo "The VICTORYS". La acompañaron Chie Kojiro, Haruna Ikezawa, Kumiko Watanabe y Urara Takano.
- Formando parte del grupo "Let's Go BOYS & GIRLS" cantó el cuarto ending: Konya wa ibu!. Fue acompañada por Akiko Yajima, Chie Kojiro, Chinami Nishimura, Haruna Ikezawa, Ikue Ōtani, Kumiko Watanabe y Urara Takano.[3]

### Sakura Taisen
- Para el OVA Sakura Taisen: Gouka Kenran interpretó el opening Geki Teikoku Kagekidan junto con el grupo The Teikoku Kagekidan para el cuarto episodio. También interpretó el ending del mismo episodio, The Train Of Eras, a dúo con Maya Okamoto.[4]